# Levu penaria
Levu penaria är en insektsart som beskrevs av Yang och Wu 1993. Levu penaria ingår i släktet Levu och familjen Derbidae. Inga underarter finns listade i Catalogue of Life.